# زاده‌شده برای
| بررسی انتقادی | بررسی انتقادی |
| منبع          | رتبه‌بندی      |
| ------------- | ------------- |
| آل‌میوزیک      | [ ۱ ]         |

زاده‌شده برای (به انگلیسی: Born 4) دومین آلبوم از گروهٔ موسیقی کانادایی جاکالوپ می‌باشد که در ۷ ژوئن سال ۲۰۰۶ در ژاپن و در ۳ اکتبر همان سال در کانادا منتشر شد.